# وظایف کنگره ایالات متحده آمریکا

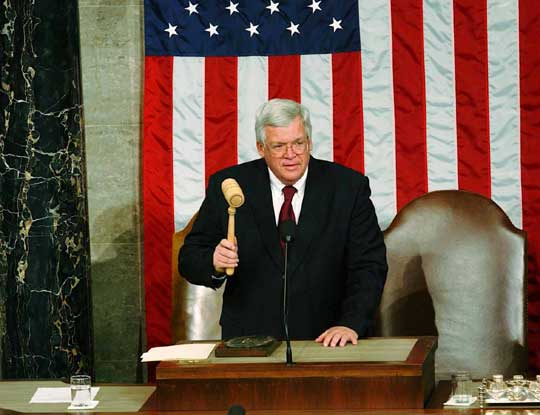

وظایف کنگره ایالات متحده آمریکا بر اساس قانون اساسی ایالات متحده آمریکا عبارت است از:
- قانونگذاری
- تصویب بودجه دولت
- اعلان جنگ
- تصویب پیمان‌های خارجی
- تأیید وزرای معرفی شده
- تأیید قضات دیوان عالی فدرال
- استیضاح رئیس‌جمهور
- ابطال وتوی رئیس‌جمهور

## قانونگذاری

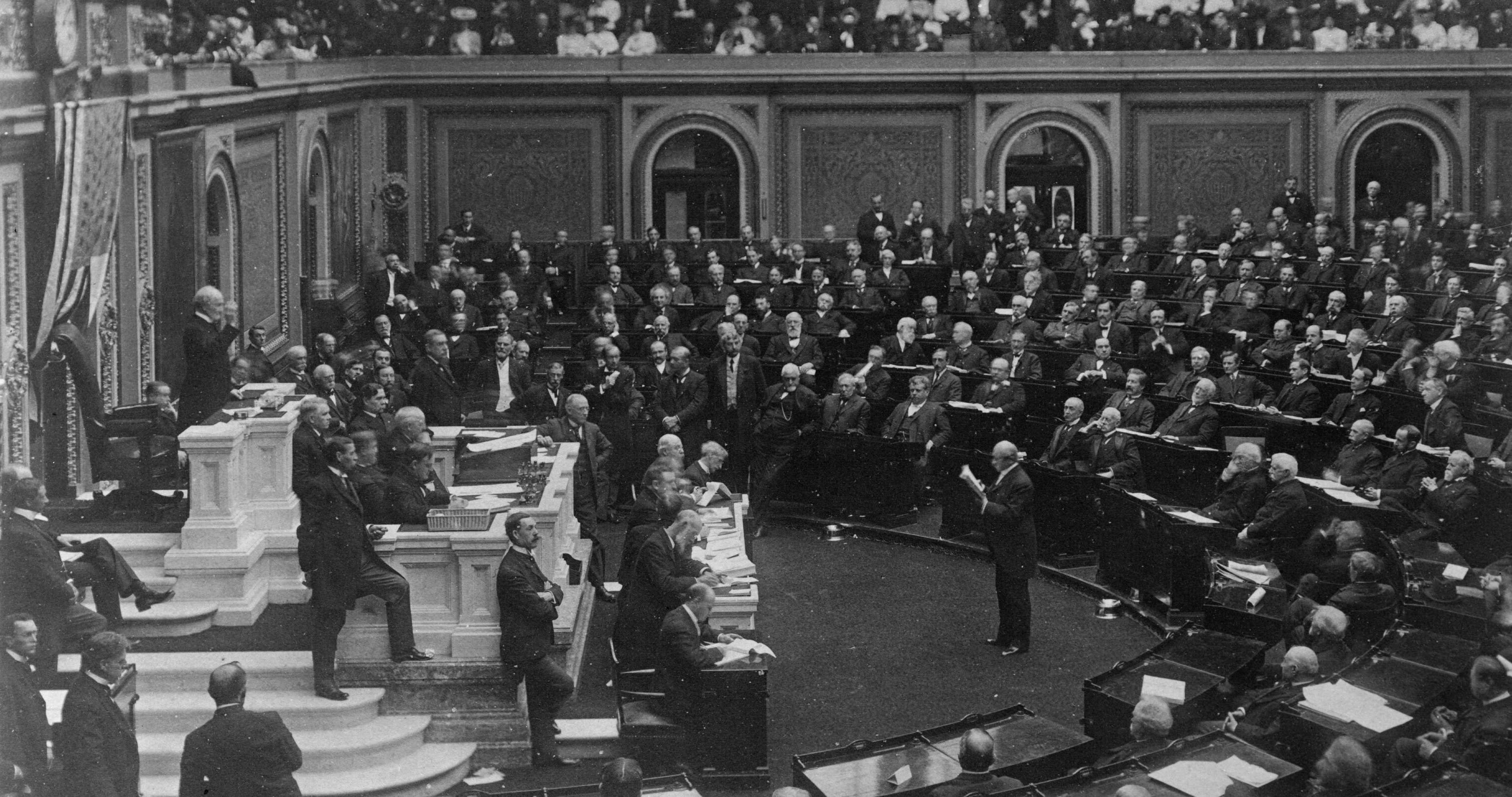

هر ساله ممکن است صدها طرح و پیشنهاد برای تصویب به  کنگره ارجاع شود، اما تنها تعدادی از آن‌ها تصویب می‌شوند. روند تصمیم‌گیری برای تأیید ویا رد هر یک از لوایح قانونی به صورت موازی در هر دو مجلس آغاز می‌شود. در ابتدا، لایحه مورد نظر متناسب با موضوع آن به یکی از کمیته‌های اصلی مجالس نمایندگان وسنا فرستاده می‌شود. اگر اعضاء در خصوص لایحه قانونی به نتیجه برسند و آن را تصویب کنند، این لایحه به صحن مجلس فرستاده خواهد شد، درغیر این صورت به کمیته‌های فرعی، مسئولیت بررسی‌های بیشتر محول می‌شود . کمیته‌های فرعی درصورت لزوم پیشنهادها جدید به لایحه قانونی می‌افزایند و آن را به کمیته اصلی بازمی‌گردانند . کمیته در این مرحله می‌تواند یا خود راساَ تصویب نهایی لایحه قانونی را اعلام و آن را برای امضاء برای رئیس جمهور ارسال کند یا اینکه ممکن است بنا به درخواست نمایندگان ویا ناکامی کمیته در اتخاذ تصمیم نهایی، لایحه را به صحن مجلس برگرداند.
نمایندگان در زمان طرح لایحه درصحن می‌توانند پیشنهادها جدیدی به مصوبه کمیته اضافه می‌کنند ویا بخش‌هایی از آن را حذف نمایند. سرانجام لایحه قانونی در هر دو مجالس تهیه می‌شود. اگر لوایح تهیه شده توسط مجلس نمایندگان و سنا یکسان باشد، لایحه مورد نظر شکل قانون بخود می‌گیرد و برای امضاء به کاخ سفید فرستاده می‌شود. اما اگر میان لوایح تنظیم شده توسط مجلس نمایندگان وسنا اختلاف وجود داشته باشد، “کمیته کنفرانس ” تشکیل می‌شود و اعضاء ارشد هر دو مجلس در این کمیته، در جهت یکدست شدن متن لایحه اقدام می‌کنند. در این مرحله، پس از مذاکرات طولانی، مجالس از بخشی از نظرات خود عدول می‌کنند تا راه برای مصالحه میان نمایندگان و سناتورها فراهم شود. هر تصمیمی که ” کمیته کنفرانس ” اتخاذ نماید، مورد تأیید و تصویب مجالس نمایندگان وسنا قرار خواهد گرفت و بدین ترتیب آخرین مرحله روند قانونگذاری به پایان می‌رسد. پس از آن، قانون برای تأیید یا وتو در اختیار رئیس‌جمهور قرار می‌گیرد.

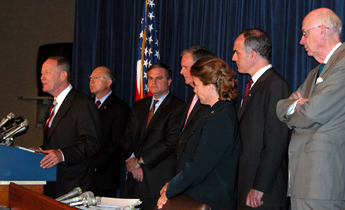

در مجلس نمایندگان به دلیل تعداد زیاد اعضا، زمان بحث و گفت وگو برای هر یک از نمایندگان محدود و حداکثر ۵ دقیقه تعیین شده‌است. همچنین مذاکره بر سر هر یک از لوایح قانونی محدود است در حالی که در سنا هیچ محدودیت زمانی وجود ندارد. سناتورها می‌توانند تا هر زمان که توانایی دارند در خصوص تأیید ویا رد یک لایحه قانونی صحبت کنند و از این طریق از تصویب آن جلوگیری به عمل آورند. در عرف کنگره این اقدام سناتورها Filibuster نامیده می‌شود و شیوه مناسبی برای به تأخیر انداختن تصویب قوانین به‌شمار می‌آید، به ویژه در اواخر فعالیت هر دوره از کنگره، سناتورها با طولانی کردن مذاکرات، تصویب لایحه‌ای را تا پایان دوره قانونگذاری به تأخیر می‌اندازند. به عنوان مثال در سال ۱۹۹۵ سناتور استروم تورموند از کارولینای شمالی به مدت ۴۸ ساعت و ۱۸ دقیقه در مخالفت با یک لایحه قانونی صحبت کرد. البته اطاله مذاکرات توسط سناتورها نامحدود نیست و اکثریت سنا می‌توانند از طریق رای‌گیری از ادامه آن جلوگیری به عمل آورد. تا پیش از سال ۱۹۱۳، عملاَ هیچ محدودیتی وجود نداشت، اما در این سال مقرر شد اگر دو سوم سناتورها رأی به کفایت مذاکرات دادند، سناتورها باید به سخنان خود پایان دهند. این محدودیت در سال ۱۹۷۵ یکبار دیگر مورد بازنویسی قرار گرفت و تصمیم گرفته شد برای کوتاه کردن مذاکرات طولانی و خسته‌کننده سناتورها، شرایط تصویب کفایت مذاکرات ساده‌تر شود. اکنون تنها با تصویب سه پنجم آرای سناتورها، مذاکرات پایان می‌پذیرد و رای‌گیری انجام می‌شود. حزب اکثریت برای تصویب کفایت مذاکرات نیاز به جلب آراء تعداد زیادی از نمایندگان حزب اقلیت دارد و همین مسئله به عنوان امتیاز مهم درچانه زنی‌های حزبی در سنا از سوی حزب اقلیت بکار می‌رود.

## تصویب بودجه

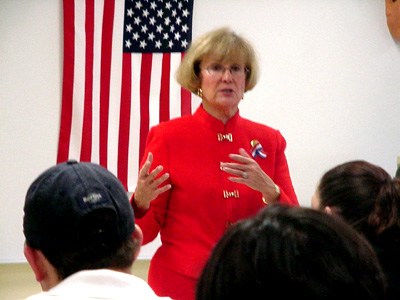

تصویب بودجه و هزینه‌های عمومی از اختیارات انحصاری مجلس نمایندگان است. رئیس‌جمهور موظف است هر ساله لایحه قانونی بودجه را در فوریه هر سال برای تصویب به مجلس نمایندگان ارسال نماید. این لایحه پس از بحث‌های طولانی در دولت توسط دفتر مدیریت و بودجه که یکی از سازمان‌های مستقل ستاد ریاست جمهوری به‌شمار می‌آید، تهیه ونهایی می‌شود.
مجلس نمایندگان عمدتاً بودجه پیشنهادی دولت را کاهش می‌دهد و ارقام هزینه‌ها را تعدیل می‌کند. در حقیقت، بودجه واقعی کشور توسط نمایندگان مجلس نمایندگان تنظیم می‌شود و در این مسیر، بسیاری از عوامل مؤثر در مجلس نمایندگان از جمله منطقه گرایی و گرایش‌های حزبی به آن شکل می‌دهند. مصوبه مجلس نمایندگان برای تأیید نهایی به سنا فرستاده می‌شود و در این مرحله سنا عمدتاً بودجه و ارقام آن را افزایش می‌دهد چرا که گرایش حاکم بر سنا در مقایسه با مجلس نمایندگان کمتر بخشی نگر و عمدتاً ملی است.
بدین ترتیب، با اختلاف نظر میان سنا و مجلس نمایندگان بر سر تصویب بودجه، یک «کمیته کنفرانس» تشکیل می‌شود تا راه حل بینابینی بیابد. بودجه تنظیم شده توسط ” کمیته کنفرانس ” اگر چه در مقایسه با بودجه مصوب مجلس نمایندگان افزایش می‌یابد، لیکن نهایتاً کمتر از درخواست‌های مطرح شده از سوی رئیس‌جمهور خواهد بود. تنها استثناء، بودجه‌های نظامی است که دربسیاری از مواقع کنگره آن‌ها را به نسبت بودجه پیشنهادی رئیس‌جمهور افزایش می‌دهد.

## اعلان جنگ
قانون اساسی اعلان جنگ و اعزام سرباز به خارج از مرزها را برعهده کنگره گذاشته‌است. رئیس‌جمهور اگر چه فرمانده کل ارتش شناخته می‌شود و ریاست عالیه بر نیروهای مسلح را دارد، اما برای ورود کشوربه جنگ باید مجوز کنگره را کسب کند. در برخی از مواقع رئیس‌جمهور برای پیشبرد اهداف نظامی خود با مخالفت‌های کنگره روبرو می‌شود. تدوین کنندگان قانون اساسی با تقسیم اختیارات میان رئیس‌جمهور به عنوان فرمانده کل نیروهای مسلح و کنگره به عنوان صادرکننده مجوز جنگ، تلاش کردند از تمرکز قوا در دست یک شخص یا یک نهاد جلوگیری به عمل آورند. اما واقعیت‌های سیاسی قرن بیستم و افزایش اختیارات ریاست جمهوری، به تدریج به کاهش نقش کنگره در اعلان جنگ منجر شد. در حال حاضر رئیس‌جمهور با در اختیار داشتن کنترل ارتش و سیاست خارجی، جهت دهنده اصلی به مناسبات خارجی است. وی می‌تواند به بهانه حفظ جان سربازان آمریکایی درخارج ازکشور ویا تأمین منافع ملی، نمایندگان کنگره را به اعلان جنگ وادار نماید.

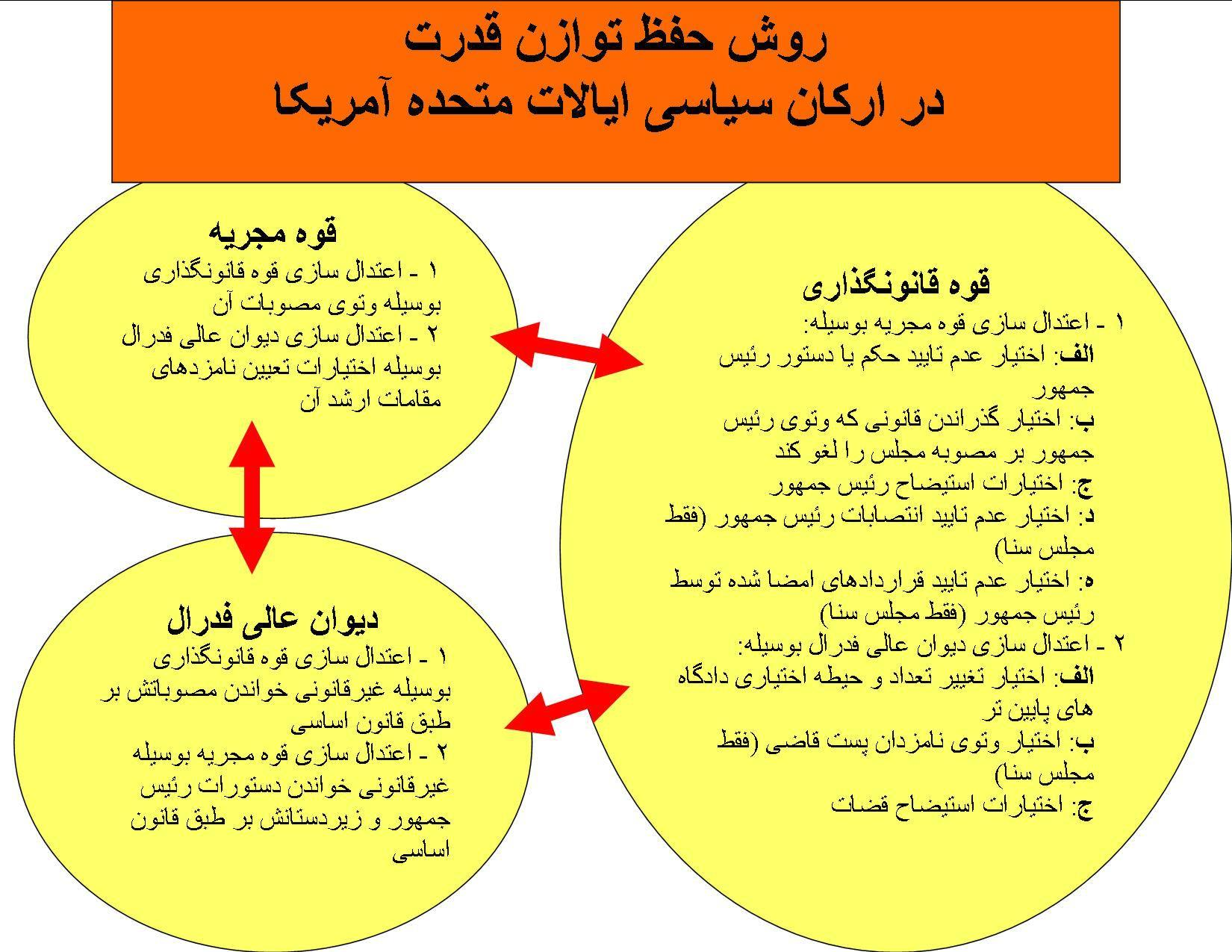
چگونگی برقراری و حفظ توازن قوا میان کنگره و دیگر ارکان سیاسی آمریکا

## تصویب پیمانهای خارجی
کلیه پیمان‌ها و قرار دادهای دولت ایالات متحده آمریکا با کشورها و سازمان‌های بین‌المللی باید به تصویب دو سوم سنا برسد. درحقیقت یکی از وظایف انحصاری سنا، تأیید قرار دادهای خارجی است. در صورتی که سنا با پیوستن به قرار دادی مخالفت ورزد، دولت نمی‌تواند از اجرای آن سر باز زند. در سال ۱۹۱۹ هنگامی که بحث عضویت ایالات متحده آمریکا درجامعه ملل مطرح شد، اکثریت جمهوریخواهان حاکم برسنا با آن مخالفت کردند و ویلسون نتوانست به آرزوی خود برای عضویت ایالات متحده آمریکا در بزرگ‌ترین نهاد بین‌المللی پس از جنگ اول جهانی جامه عمل بپوشاند.

## تأیید مقامات دولتی

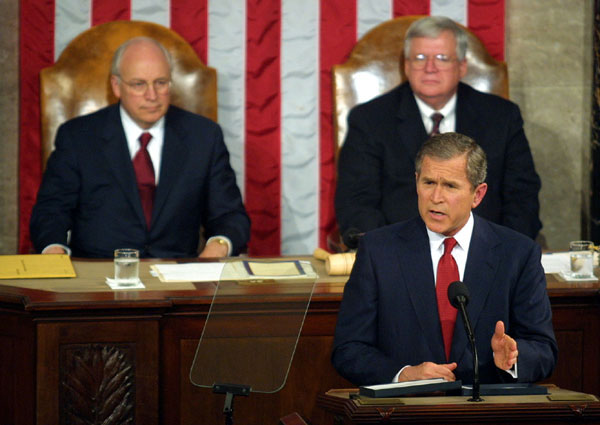
جرج بوش در کنگره

رئیس جمهور پس از پیروزی در انتخابات، تیمی از مشاوران خود را تشکیل می‌دهد که ریاست وزارتخانه‌ها را بر عهده می‌گیرند. وی باید افراد مورد نظر خود را برای کسب نظر سناتورها به سنا معرفی نماید. افراد معرفی شده باید درکمیته‌های تخصصی سنا حاضر شود و از خود دفاع نماید. پس از مذاکرات طولانی که اغلب تحت تأثیر مسائل سیاسی و حزبی قرار می‌گیرد، رای‌گیری درصحن مجلس سنا انجام می‌شود. در صورت رأی مثبت دو سوم سناتورها، فرد معرفی شده به عنوان وزیر تعیین می‌شود.
رای اعتماد سنا به وزرای پیشنهادی رئیس‌جمهور در ایالات متحده با شیوه معمول در دیگر کشورهای جهان تفاوت دارد. در اغلب نظام‌های حکومتی غربی، وزرا باید رأی اعتماد پارلمان را کسب نمایند و پارلمان نیز حق دارد درصورت نارضایتی، پس از مدتی رأی اعتماد خود را پس بگیرد. درچنین صورتی با رأی عدم اعتماد، وزیر از سمت خود برکنار می شود. لیکن در ایالات متحده، سنا تنها یکبار در مورد صلاحیت وزرا رأی می‌دهد و پس از انتصاب نمی‌تواند آنان را عزل کند. در حقیقت ادامه فعالیت یا عزل مقامات بلندپایه دولت فدرال تنها در اختیار رئیس‌جمهور است. کنگره فقط زمانی می‌تواند مانع کار وزرا شود که علیه آنان اعلام جرم و روند طولانی و پیچیده استیضاح را آغاز کند.

## تأیید قضات دیوان عالی فدرال

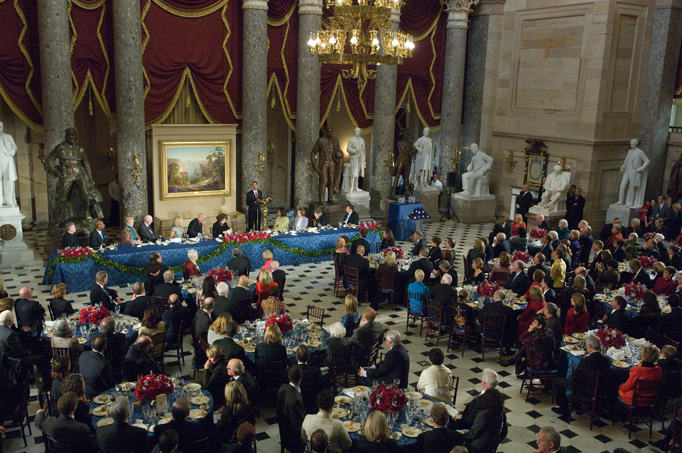
میهمانی کنگره بمناسبت اوباما

همانند تأیید وزرای پیشنهادی توسط سنا، قضات دیوان عالی فدرال نیز باید رأی دو سوم سنا را کسب نمایند. این افراد از بین قضات بلندپایه کشور انتخاب و توسط رئیس‌جمهور به سنا معرفی می‌شوند. قضات دیوان عالی فدرال باید همان روند تأیید وزرا را طی نمایند و در کمیته تخصصی سنا حاضر شوند. درحقیقت، در نظام تفکیک قوای آمریکا، تنها برای انتخاب قضات دیوان عالی فدرال، هر سه قوا مشارکت دارند و به تصمیم‌گیری می‌پردازند.

## استیضاح رئیس جمهور
کنگره بر اساس قانون اساسی قادراست رئیس‌جمهور، وزرا، قضات دیوان عالی فدرال و دیگر مقامات دولت فدرال را استیضاح و از کار برکنار نماید. این حق، تضمینی برای نظارت کنگره بر نهادهای حکومتی تلقی می‌شود. هرگاه رئیس‌جمهور به خیانت و تخلف از وظایف خود متهم شود، کنگره می‌توان وی را استیضاح کند. برای این منظور، ابتدا باید دو سوم نمایندگان مجلس نمایندگان به طرح استیضاح رئیس‌جمهور رأی دهند. سپس موضوع به سنا ارجاع داده می‌شود و در آنجا دادگاهی برای محاکمه رئیس‌جمهور تشکیل می‌شود. رئیس‌جمهور باید در این دادگاه و در حضور کلیه سناتورها ادعای شهادت کند و از خود دفاع نماید. اگر اکثریت نمایندگان سنا رأی به محکومیت وی دهند، رئیس‌جمهور از سمت خود بر کنار می‌شود. رأی دیگر مقامات از جمله وزرا و قضات دیوان عالی فدرال نیز همین روال پیگیری می‌شود با این تفاوت که اهمیت سیاسی استیضاح و برکناری آنان هرگز به اندازه برکناری رئیس‌جمهور نیست.
در تاریخ ایالات متحده آمریکا تاکنون ۳ بار دادگاه سنا برای استیضاح رئیس‌جمهور تشکیل شده‌است که یکبار در سال ۱۸۶۸ برای محاکمه اندرو جانسون، یکبار نیز در سال ۱۹۹۹ در زمان بیل کلینتون و یکبار  دیگر در سال ۲۰۱۹ برای محاکمه دونالد ترامپ بود. در دو بار اول رؤسای جمهور وقت توانستند تنها با یک رأی اضافه از کابوس برکناری و اخراج از کاخ سفید نجات یابند. استیضاح دونالد ترامپ نیز با رأی اکثریت جمهوری خواه دادگاه سنا به سرانجامی نرسید.

## ابطال وتوی رئیس جمهور
قانون اساسی به رئیس‌جمهور اختیار داده‌است که مصوبات کنگره را وتو نماید اما این اختیار نامحدود نیست و کنگره می‌تواند متقابلاً با تصویب مجدد مصوبه خود، وتوی رئیس‌جمهور را سلب کند. هر گاه دو سوم مجموع نمایندگان مجلس نمایندگان وسنا دریک جلسه مشترک، مخالفت خود را با وتوی رئیس‌جمهور در خصوص یک لایحه قانونی اعلام نمایند، این لایحه جنبه قانونی و لازم الاجرا به خود می‌گیرد و رئیس‌جمهور ملزم به اجرای آن می‌شود.